# Badia del Vallès
Badia del Vallès ist eine katalanische Stadt in der Provinz Barcelona im Nordosten Spaniens. Sie liegt in der Comarca Vallès Occidental und gehört zur Metropolregion Barcelona.

## Geografie
Badia del Vallès ist ein Vorort der katalanischen Hauptstadt Barcelona, und liegt, getrennt von der Bergkette Serra de Collserola, circa 20 Kilometer nordwestlich von dessen Zentrum und vom Mittelmeer entfernt. Die Gemeinde grenzt im Westen an die Kreisstadt Sabadell, im Süden, getrennt durch das Flüsschen Sec, an die Stadt Cerdanyola del Vallès, und im Norden und Osten an Barberà del Vallès. Mit seinen Nachbargemeinden, und darüber hinaus, bildet es eine geschlossene bauliche Einheit.

## Geschichte
In den 1960er Jahren beschloss die spanische Regierung unter dem Diktator Francisco Franco zur Entlastung der beiden Städte Barberà del Vallès und Cerdanyola del Vallès, die ihrerseits in den vorangegangenen Jahrzehnten zu Schlafstädten im Großraum Barcelonas heranwuchsen, den Bau einer Großwohnsiedlung mit über 5300 Wohnungen.
Im Jahre 1975 wurden die letzten Neubauten, zumeist Wohnblocks mit 5 bis 16 Geschossen, eingebettet in parkähnliche Anlagen und durchkreuzt von breiten Alleen, durch den heutigen König von Spanien, Juan Carlos I. eingeweiht.
Am 14. April 1994 erlangte Badia del Vallès durch Abspaltung von den Gemeinden Barberà del Vallès und Cerdanyola del Vallès seine Unabhängigkeit und ist heute mit einer Fläche von lediglich 0,93 Quadratkilometern eine der flächenmäßig kleinsten Gemeinden, gleichzeitig mit einer Bevölkerungsdichte von 14.154 Einwohnern pro Quadratkilometern eine der am dichtest besiedeltsten Gemeinden Kataloniens und Spaniens.

## Kultur und Sehenswürdigkeiten
Am 14. April eines jeden Jahres feiert die Stadt ihre 1994 erlangte Unabhängigkeit, und am dritten Sonntag im Juni begehen die Einwohner die Festa Major, ein Stadtfest.

## Wirtschaft und Verkehr

### Wirtschaft
Das Erwerbsleben der Gemeinde ist geprägt von Handel- und Dienstleistungsunternehmen. Ein Großteil der arbeitenden Bevölkerung pendelt allerdings in die Nachbargemeinden, oder in die 18 Kilometer entfernte Stadt Barcelona.

### Verkehr
Am Stadtrand, und eigentlich schon auf dem Gebiet der Nachbargemeinde Barberà del Vallès liegend, hat Badia del Vallès eine Station an der Linie 4 der Rodalies Barcelona, einem mit deutschen S-Bahnen vergleichbaren Schienennahverkehrssystem. Züge in Richtung Barcelona einerseits und in Richtung Sabadell und Terrassa andererseits fahren jeweils im 15-Minuten-Takt.
Auf dem Gebiet der Gemeinde kreuzen sich zudem zwei Autobahnen, zum einen die C-58, die Barcelona mit Sabadell und Terrassa verbindet, und die A-7, welche Teil des dritten Straßengürtels um Barcelona ist.